# Равенсбург (район)
Равенсбург (нем. Ravensburg) — район в Германии. Центр района — город Равенсбург. Район входит в землю Баден-Вюртемберг. Подчинён административному округу Тюбинген. Занимает площадь 1631,81 км². Население — 276 022 чел. Плотность населения — 169 человек/км².
Официальный код района — 08 4 36.
Район подразделяется на 39 общин.

## Города и общины

### Города
1. Аулендорф (10 001)
2. Бад-Вальдзе (19 771)
3. Бад-Вурцах (14 524)
4. Исни (14 525)
5. Лойткирх (22 401)
6. Равенсбург (49 073)
7. Ванген (27 075)
8. Вайнгартен (23 607)

### Общины
1. Ахберг (1 587)
2. Айхштеттен (2 752)
3. Айтрах (2 596)
4. Альтсхаузен (4 735)
5. Амтцелль (3 526)
6. Аргенбюль (5 873)
7. Байнфурт (7 292)
8. Байндт (4 624)
9. Берг (3 807)
10. Бергатройте (3 145)
11. Боднег (3 100)
12. Бомс (595)
13. Эбенвайлер (1 107)
14. Эберсбах-Мусбах (1 808)
15. Айхштеген (537)
16. Флайшванген (635)
17. Фронройте (4 340)
18. Грюнкраут (3 016)
19. Гуггенхаузен (205)
20. Хоргенцелль (4 926)
21. Хоскирх (725)
22. Кислег (8 641)
23. Кёнигзегвальд (658)
24. Ридхаузен (627)
25. Шлир (3 681)
26. Унтервальдхаузен (292)
27. Фогт (4 600)
28. Вальдбург (3 005)
29. Вильгельмсдорф (4 860)
30. Вольфегг (3 426)
31. Вольпертсвенде (4 142)